# 嚇死你
《嚇死你！》是一部2008年上映的香港驚嚇片電影，由彭氏兄弟監製，錢江漢執導。電影分為三個部分，分別由演員李璨琛、江若琳及阮民安主演。電影在2008年4月3日上映。
根據香港電影分級制度，本電影列為青少年及兒童不宜（IIB）。

## 劇情
本電影分爲三部分，三個故事均與不詳數字13有關。

### 13幺
Au Cun是一名病态赌徒，终日醉心于麻雀。他不但将怀孕的太太置之不理，还被炒掉了工作，负债累累。他的赌友黄泉给了他一个会带来好运的古钱币，只要将钱币含在口中，打麻雀时“十三幺精灵”便会庇佑他，令他赢足13日。可是，他每天只可在赢一铺大牌，而且不能退出，必须在13天里赢足13局。
Au Cun含着銅钱打麻雀，幸运果然一直眷顾他。然而，他很快便发现，输家一个接一个死去。结果他被精灵缠身……究竟“13幺精灵”是否要用人命来换取好运呢？

### 13%
陆颖（江若琳饰）在梦中醒来，便发觉自己处身于一个食人族世界！而她的男友Sunny（阮民安饰）正被人屠宰烹煮，她母亲在肢解她的父亲，然后将他煮成一道佳肴，颖跑到街上，却被一群丧尸包围，她被吓至昏厥……当她再次神智清醒后，赫然发现自己的身体已经失去了一些东西……

### 13日
陈吉隆（阮民安饰）是一个双失青年，没有学历，一事无成。他被13万美元奖金吸引，决定参加一个名为《吓死你》的电视真人SHOW。谁有勇气在鬼屋里待上13日就是最终胜利者。可是当游戏开始后，他才发现游戏的真正恐怖超乎想像。

## 主演
- 李璨琛 飾 何區瑾
- 江若琳 飾 紅衣女
- 阮民安 飾 陳吉隆

## 外部連結
- 香港影庫上《嚇死你》的資料（繁體中文）

- 開眼電影網上《嚇死你》的資料（繁體中文）

- 时光网上《嚇死你》的資料（简体中文）
- 豆瓣电影上《嚇死你》的資料 （简体中文）
- 爛番茄上《嚇死你》的資料（英文）
- AllMovie上《嚇死你》的资料（英文）
- 互联网电影数据库（IMDb）上《嚇死你》的资料（英文）